# Bataille d'Edgehill
Pour les articles homonymes, voir Edgehill.
Première guerre civile anglaise
Batailles
- Edgehill

1643
- Adwalton Moor
- Newbury (1)

1644
- Marston Moor
- Lostwithiel
- Newbury (2)
- Taunton

1645
- Naseby
- Langport

1646
- Torrington
- Oxford

La bataille de Edgehill est la première bataille rangée de la Première guerre civile anglaise. Elle a lieu près de Kineton dans le Warwickshire, le 23 octobre 1642. Son issue est indécise et ne permet pas aux royalistes de prendre Londres et ainsi de s'assurer une victoire rapide sur les parlementaires. Avec cette bataille commencent trois ans de guerre civile.